# Bahia (prénom)
Pour les articles homonymes, voir Bahia (homonymie).
Bahia (بهية), transcrit aussi Bahiya, est un prénom arabe féminin.

## Personnalités portant ce prénom
- Pour l'ensemble des articles sur les personnes portant ce prénom, consulter :
  - la liste des articles dont le titre commence par ce prénom
  - les listes produites par Wikidata : Liste des personnes de prénom « Bahia » — même liste en incluant les éventuels prénoms composés qui contiennent « Bahia ».
- Bahia Farah, de son vrai nom Bounouar Fatima Zohra (1917-1985), une chanteuse algérienne ;
- Bahia Hariri (1952-), une femme politique libanaise ;
- Bahia Massoundi (1976-), une femme politique comorienne ;
- Bahia Mouhtassine (1979-), une joueuse de tennis marocaine ;
- Bahia Shehab (1977-), une artiste, historienne de l’art, designer et spécialiste de l’écriture arabe égypto-libanaise.